# Hostage
Hostage és una pel·lícula estatunidenca dirigida per Florent Emilio Siri, estrenada l'any 2005. Ha estat doblada al català.

## Argument
Jeff Talley, un policia especialista en negociacions, abandona Los Angeles després de no haver pogut impedir la mort d'una dona i del seu fills segrestats. Però aviat queda atrapat pel seu passat quan tres joves desocupats segueixen una noia fins al seu domicili i agafen la família com a ostatges. La situació es complica quan el pare de la noia resulta ser el comptable d'una organització criminal ben decidida a recuperar a casa seva un DVD que conté informacions confidencials. L'organització no vacil·la a segrestar la dona i la noia de Talley per obligar-lo a cooperar.

## Repartiment
- Bruce Willis: Cap de policia Jeff Talley
- Kevin Pollak: Walter Smith
- Jimmy Bennett: Tommy Smith
- Michelle Horn: Jennifer Smith
- Ben Foster: Marshall "Mars" Krupcheck
- Jonathan Tucker: Dennis Kelly
- Marshall Allman: Kevin Kelly
- Serena Scott Thomas: Jane Talley
- Rumer Willis: Amanda Talley
- Kim Coates: The Watchman
- Robert Knepper: Wil Bechler
- Tina Lifford: Diputada xèrif Laura Shoemaker
- Ransford Doherty: Oficial Mike Anders
- Marjean Holden: Oficial Carol Flores
- Michael D. Roberts: Bob Ridley
- Art LaFleur: Bill Jorgenson
- Keith Hines: Simmons

- Randy McPherson: Kovak

## Producció

### Gènesi del projecte
Hostage és l'adaptació cinematogràfica de la novel·la Otages de la peur de Robert Crais publicat l'any 2003.

L'escocès Paul McGuigan és primer preseleccionat per realitzar el film.]. Però després d'haver estat molt impressionat per Niu de vespes, Bruce Willis insisteix per treballar amb el francès Florent Emilio Siri
| « | «El meu agent americà m'ha dit que Bruce Willis anava a cridar-me. He quedat molt sorprès, i li he dit: « És genial... però ets segur que és Bruce Willis? » (...) Per a nosaltres, europeus, és una icona, una estrella absoluta. El nou John Wayne. Però per a mi, és sobretot un formidable actor. Treballar amb ell és una experiència incomparable, és com tocar un Stradivarius... » — Florent Emilio Siri | » |

### Càsting
Una de les filles de Bruce Willis, Rumer Glenn Willis, fa el paper de la seva filla Amanda al film.
És la tercera vegada que Bruce Willis i Kevin Pollak giren junts, després de Mon veí l'assassí 1 i 2. Es troben novament a Quin parell de polis l'any 2010.

### Rodatge
El rodatge va començar el 19 de gener de 2004 i va tenir lloc a Califòrnia, principalment a Los Angeles, però igualment a Azusa, Malibu i Topanga.

## Crítica
- "La principal línia de la pel·lícula és emocional, conduïda pel personatge de Willis, capaç de projectar intensitat (...) Ell aporta credibilitat (...) Siri aporta un íntim estil visual que ens manté claustrofòbicament prop de l'acció (...) Puntuació: ★★★ (sobre 4)."[5]
- "Feta amb enèrgiques aptituds i amb no poques dosis de violència, afortunadament portada amb discreció, Hostage és un exemple d'una direcció tibant i segura."[6]
- "El que envia aquest -inicialment tibant- thriller pel precipici és un esquema argumental que mai sap quan dir prou."[7]